# Айгенраух, Ив
Ив А́йгенраух (нем. Yves Eigenrauch; 24 апреля 1971, Минден, Германия) — немецкий футболист, игравший на позиции правого защитника.

## Карьера
Айгенраух начал карьеру в «Арминии» из Билефельда. За два года, проведённых в первой команде, он сыграл 34 матч за «Арминию» и забил 1 гол.
В 1990 году Ив Айгенраух перешёл в гельзенкирхенский клуб «Шальке 04», в то время выступавший во Второй Бундеслиге. В первом же сезоне он помог команде подняться в первую Бундеслигу и вскоре стал одним из её основных игроков. Айгенраух сыграл 8 матчей в победном для «Шальке 04» Кубке УЕФА 1996/97 и сделал голевую передачу Марку Вильмотсу в первом матче финала против миланского «Интернационале», где немецкий клуб победил со счётом 1:0.
В 1997 году Айгенраух получил серьёзную травму, но смог восстановиться. В октябре 1998 года он был вызван в сборную Германии на матч отборочного турнира к чемпионату Европы со сборной Турции, но провёл его в запасе. Из-за постоянный проблем с коленом Айгенраух мало играл в сезоне 2000/01, а следующий сезон пропустил полностью, после чего вынужден был завершить игровую карьеру в возрасте 31 года. Свой последний матч в Бундеслиге он провёл 22 апреля 2001 года против «Герты». Всего за Шальке 04 в Бундеслиге Айгенраух сыграл 229 матчей.

## Достижения
- Обладатель Кубка УЕФА: 1996/97
- Обладатель Кубка Германии: 2000/01